# Canarina
Canarina es un género de angiospermas o plantas con flor perteneciente a la familia de las Campanulaceae. Es originario de las Islas Canarias extendiéndiose hasta Etiopía.

## Taxonomía
El género fue descrito por  Carlos Linneo y publicado en Mantissa Plantarum 2: 148 ("Canaria"), 225 ("Canaria"), [588]. 1771. La especie tipo es: Canarina canariensis (L.) Vatke
Etimología
Canarina: nombre genérico que indica su localización en las Islas Canarias.

## Especies aceptadas
A continuación se brinda un listado de las especies del género Canarina aceptadas hasta octubre de 2013, ordenadas alfabéticamente. Para cada una se indica el nombre binomial seguido del autor, abreviado según las convenciones y usos.
- Canarina abyssinica Engl., originaria de Etiopía.
- Canarina canariensis (L.) Vatke (Bicácaro) originaria de las Islas Canarias.
- Canarina eminii Asch. ex Schweinf., originaria de las áreas tropicales del este de África.